# Congost de Tresponts
El congost de Tresponts, també conegut com a camí de Tresponts o Tres Ponts, és un congost situat entre els municipis de Fígols i Alinyà, Ribera d'Urgellet, les Valls d'Aguilar i Organyà. El riu Segre s'obre camí entre les muntanyes, com també la carretera C-14. El congost uneix l'alta vall del Segre, és a dir les Valls d'Aguilar, la Ribera d'Urgellet i la Seu d'Urgell, amb Organyà i després amb el Segre mitjà.
El Segre hi passa acongostat per un llarg tram entre altes parets de roca. Hi passava l'antic camí ral d'Organyà a la Seu d'Urgell, que, per aquest sector, era un espenyador continu, segons un document del segle xviii. Aquesta mateixa font ens indica que el riu era travessat per tres ponts, i d'ací el nom del congost; el primer, de fusta, i els altres dos, de pedra. D'aquests, i també del camí, en resten vestigis, alguns dels quals netament medievals. En ple congost desguassa al Segre el riu de Lavansa. Prop de la confluència hi ha l'Hostal Nou, ja al terme de Fígols, a la dreta del Segre, i vora seu, a la dreta del riu de Lavansa i a l'esquerra del Segre, el Mas del Monestir, als fonaments del qual hi ha vestigis de l'antic monestir benedictí de Sant Andreu de Tresponts, dit a l'origen Sant Iscle de Centelles.

## Història
El nom que prové dels tres ponts que s'hi construïren, foren una obra per trencar l'isolament de les muntanyes, obra del bisbe Sant Ermengol d'Urgell (950 i el 1035) que precisament morí al caure d'una bastida mentre dirigia l'obra del pont de Bar (el Pont de Bar). Tots aquests camins es mantingueren durant l'edat mitjana i els traçats d'alguns han arribat a l'actualitat, sobretot aquells que enllacen les valls paral·leles. Durant l'edat moderna la majoria es deixaren molt malmesos. D'això es queixen molts viatgers, com Francisco de Zamora l'any 1787 o Jean-Charles Langlois, que hi passà a la primeria del segle xix. És molt probable, però, que la perillositat i el mal estat de les comunicacions formés part d'una mena d'estratègia; almenys així ho deixa entreveure el 1748 Antoni Fiter i Rossell en el Manual Digest d'Andorra.